# Hook (film)
Hook är en amerikansk fantasy-äventyrsfilm från 1991 i regi av Steven Spielberg.
Filmen bygger fritt på J.M. Barries berättelser om Peter Pan. Premissen är att denne har adopterats, vuxit upp och glömt bort vem han en gång var. När kapten Krok (Dustin Hoffman) kidnappar hans barn till Landet ingenstans för att utkräva sin hämnd, tvingas Peter Banning (Robin Williams) konfronteras med sitt förflutna. 

## Handling
Peter Banning (Robin Williams) är en framgångsrik jurist specialiserad på företagsförvärv med en kärleksfull hustru (Caroline Goodall) och två barn. Banning är en arbetsnarkoman som försummar sina barns behov av en positiv fadersgestalt. Hela familjen åker till London för att hälsa på hans hustrus mormor Wendy (Maggie Smith), som tog hand om Peter när han var föräldralös. En kväll blir hans barn kidnappade och samma kväll får han träffa den lilla fen Tingeling (Julia Roberts). Hon säger till Peter att han är Peter Pan och att det är hans ärkefiende kapten Krok (Dustin Hoffman) som har kidnappat hans barn.
För att kunna rädda dem måste Peter bege sig till Landet Ingenstans och besegra kapten Krok med hjälp av de förlorade barnen. Men Peter har svårt att tro att han verkligen är Peter Pan eftersom han nu är vuxen och inte tror på sagofigurer och har dessutom inget minne av sin barndom. För att kunna få tillbaka sina färdigheter, som att flyga, måste Peter finna sin innersta lyckliga tanke.

## Om filmen
Ursprungligen var Nick Castle kontrakterad som regissör, men ersattes av Steven Spielberg när den senare visade intresse för projektet.  Filmen spelades in under 116 dagar, huvudsakligen vid Sony Pictures Studios i Culver City, Los Angeles County i Kalifornien.
Filmen nominerades till fem stycken Oscars på Oscarsgalan 1992 för bästa sång, bästa scenografi, bästa smink, bästa kostym och bästa specialeffekter, men vann ingen.
Filmen hade svensk premiär 27 mars 1992 i 70 mm kopia på biografen Rigoletto i Stockholm. 

## Rollista
| Robin Williams   | – Peter Banning / Peter Pan      |
| Dustin Hoffman   | – kapten James Krok (orig. Hook) |
| Julia Roberts    | – Tingeling                      |
| Bob Hoskins      | – Mr. Smee                       |
| Maggie Smith     | – mormor Wendy Darling           |
| Charlie Korsmo   | – Jack Banning                   |
| Amber Scott      | – Maggie Banning                 |
| Caroline Goodall | – Moira Banning                  |
| Dante Basco      | – Rufio                          |
| Arthur Malet     | – Tootles                        |
| James Madio      | – förlorat barn                  |
| Phil Collins     | – kommissarie Good (cameo)       |
| Gwyneth Paltrow  | – Wendy som ung (cameo)          |
| Kelly Rowan      | – Peter Pans mamma (cameo)       |
| David Crosby     | – pirat (cameo)                  |
| Jimmy Buffett    | – pirat (cameo)                  |
| Glenn Close      | – pirat (cameo)                  |
| George Lucas     | – man (cameo)                    |
| Carrie Fisher    | – kvinna (cameo)                 |